# Championnats du monde de triathlon 2009
Navigation
Édition précédente Édition suivante
Les Séries mondiales de triathlon 2009 sont composées de 8 courses organisées par la Fédération internationale de triathlon (ITU) dont 1 grande finale. Chacune des courses est disputée au format olympique soit 1 500 m de natation, 40 km de cyclisme et 10 km de course à pied.

## Calendrier
| Date           | Ville               | Pays         |
| -------------- | ------------------- | ------------ |
| 2-3 mai 2009   | Tongyeong           | Corée du Sud |
| 31 mai         | Madrid              | Espagne      |
| 21 juin        | Washington          | États-Unis   |
| 11-12 juillet  | Kitzbühel           | Autriche     |
| 25-26 juillet  | Hambourg            | Allemagne    |
| 15-16 août     | Londres             | Royaume-Uni  |
| 22-23 août     | Yokohama            | Japon        |
| 9-13 septembre | Gold Coast (Finale) | Australie    |

## Résultats

### Tongyeong
| Position | Hommes           | Hommes           | Hommes          | Femmes        | Femmes    | Femmes          |
| Position | Nom              | Pays             | Temps           | Nom           | Pays      | Temps           |
| -------- | ---------------- | ---------------- | --------------- | ------------- | --------- | --------------- |
|          | Bevan Docherty   | Nouvelle-Zélande | 1 h 50 min 25 s | Emma Snowsill | Australie | 2 h 02 min 42 s |
|          | Brad Kahlefeldt  | Australie        | 1 h 50 min 25 s | Emma Moffatt  | Australie | 2 h 02 min 51 s |
|          | Dmitry Polyansky | Russie           | 1 h 50 min 29 s | Juri Ide      | Japon     | 2 h 03 min 31 s |

### Madrid
| Position | Hommes            | Hommes      | Hommes          | Femmes           | Femmes           | Femmes          |
| Position | Nom               | Pays        | Temps           | Nom              | Pays             | Temps           |
| -------- | ----------------- | ----------- | --------------- | ---------------- | ---------------- | --------------- |
|          | Alistair Brownlee | Royaume-Uni | 1 h 51 min 26 s | Andrea Hewitt    | Nouvelle-Zélande | 2 h 05 min 58 s |
|          | Courtney Atkinson | Australie   | 1 h 52 min 14 s | Lisa Nordén      | Suède            | 2 h 05 min 59 s |
|          | Javier Gómez      | Espagne     | 1 h 52 min 18 s | Jessica Harrison | France           | 2 h 05 min 59 s |

### Washington
| Position | Hommes            | Hommes      | Hommes          | Femmes        | Femmes    | Femmes          |
| Position | Nom               | Pays        | Temps           | Nom           | Pays      | Temps           |
| -------- | ----------------- | ----------- | --------------- | ------------- | --------- | --------------- |
|          | Alistair Brownlee | Royaume-Uni | 1 h 48 min 58 s | Emma Moffatt  | Australie | 1 h 59 min 55 s |
|          | Javier Gómez      | Espagne     | 1 h 49 min 11 s | Emma Snowsill | Australie | 2 h 00 min 20 s |
|          | Maik Petzold      | Allemagne   | 1 h 49 min 24 s | Daniela Ryf   | Suisse    | 2 h 01 min 01 s |

### Kitzbühel
| Position | Hommes            | Hommes      | Hommes          | Femmes        | Femmes           | Femmes          |
| Position | Nom               | Pays        | Temps           | Nom           | Pays             | Temps           |
| -------- | ----------------- | ----------- | --------------- | ------------- | ---------------- | --------------- |
|          | Alistair Brownlee | Royaume-Uni | 1 h 43 min 13 s | Emma Moffatt  | Australie        | 1 h 54 min 38 s |
|          | Javier Gómez      | Espagne     | 1 h 43 min 21 s | Nicola Spirig | Suisse           | 1 h 55 min 12 s |
|          | Laurent Vidal     | France      | 1 h 43 min 24 s | Andrea Hewitt | Nouvelle-Zélande | 1 h 55 min 17 s |

### Hambourg
| Position | Hommes                | Hommes     | Hommes          | Femmes       | Femmes    | Femmes          |
| Position | Nom                   | Pays       | Temps           | Nom          | Pays      | Temps           |
| -------- | --------------------- | ---------- | --------------- | ------------ | --------- | --------------- |
|          | Jarrod Shoemaker      | États-Unis | 1 h 44 min 06 s | Emma Moffatt | Australie | 1 h 56 min 12 s |
|          | Brad Kahlefeldt       | Australie  | 1 h 44 min 14 s | Lisa Nordén  | Suède     | 1 h 57 min 06 s |
|          | Alexander Bryukhankov | Russie     | 1 h 44 min 16 s | Daniela Ryf  | Suisse    | 1 h 57 min 39 s |

### Londres
| Position | Hommes            | Hommes           | Hommes          | Femmes        | Femmes      | Femmes          |
| Position | Nom               | Pays             | Temps           | Nom           | Pays        | Temps           |
| -------- | ----------------- | ---------------- | --------------- | ------------- | ----------- | --------------- |
|          | Alistair Brownlee | Royaume-Uni      | 1 h 41 min 50 s | Nicola Spirig | Suisse      | 1 h 54 min 24 s |
|          | Steffen Justus    | Allemagne        | 1 h 41 min 58 s | Lisa Nordén   | Suède       | 1 h 54 min 26 s |
|          | Kris Gemmell      | Nouvelle-Zélande | 1 h 42 min 01 s | Helen Jenkins | Royaume-Uni | 1 h 54 min 29 s |

### Yokohama
| Position | Hommes       | Hommes           | Hommes          | Femmes        | Femmes           | Femmes          |
| Position | Nom          | Pays             | Temps           | Nom           | Pays             | Temps           |
| -------- | ------------ | ---------------- | --------------- | ------------- | ---------------- | --------------- |
|          | Jan Frodeno  | Allemagne        | 1 h 44 min 31 s | Lisa Nordén   | Suède            | 1 h 55 min 55 s |
|          | Kris Gemmell | Nouvelle-Zélande | 1 h 44 min 49 s | Andrea Hewitt | Nouvelle-Zélande | 1 h 56 min 00 s |
|          | Javier Gómez | Espagne          | 1 h 44 min 51 s | Juri Ide      | Japon            | 1 h 56 min 03 s |

### Finale: Gold Coast
| Position | Hommes            | Hommes      | Hommes          | Femmes        | Femmes      | Femmes          |
| Position | Nom               | Pays        | Temps           | Nom           | Pays        | Temps           |
| -------- | ----------------- | ----------- | --------------- | ------------- | ----------- | --------------- |
|          | Alistair Brownlee | Royaume-Uni | 1 h 44 min 51 s | Emma Moffatt  | Australie   | 1 h 59 min 14 s |
|          | Javier Gómez      | Espagne     | 1 h 44 min 57 s | Lisa Nordén   | Suède       | 1 h 59 min 19 s |
|          | Jan Frodeno       | Allemagne   | 1 h 45 min 21 s | Helen Jenkins | Royaume-Uni | 1 h 59 min 19 s |

## Classements généraux

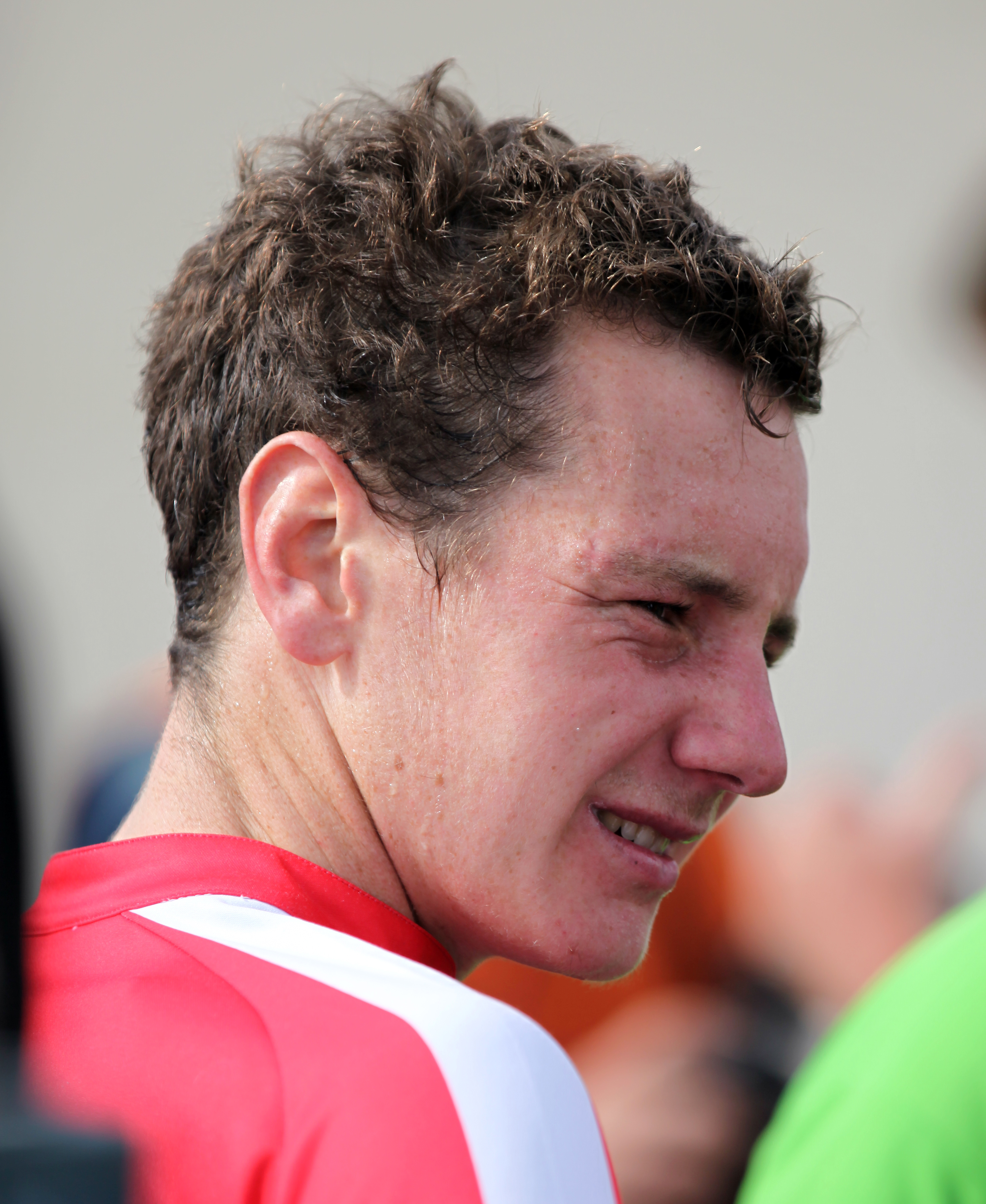
Alistair Brownlee – Champion du Monde (2009)

| Rang | Nom               | Points |
| ---- | ----------------- | ------ |
| 1    | Alistair Brownlee | 4400   |
| 2    | Javier Gómez      | 3959   |
| 3    | Maik Petzold      | 3442   |
| 4    | Jan Frodeno       | 3162   |
| 5    | Steffen Justus    | 3139   |
| 6    | Laurent Vidal     | 3048   |
| 7    | Courtney Atkinson | 2980   |
| 8    | Kris Gemmell      | 2903   |
| 9    | Dmitry Polyansky  | 2858   |
| 10   | Jarrod Shoemaker  | 2783   |

| Rang | Nom              | Points |
| ---- | ---------------- | ------ |
| 1    | Emma Moffatt     | 4340   |
| 2    | Lisa Nordén      | 4130   |
| 3    | Andrea Hewitt    | 3462   |
| 4    | Daniela Ryf      | 3187   |
| 5    | Helen Jenkins    | 3173   |
| 6    | Sarah Haskins    | 3139   |
| 7    | Juri Ide         | 2477   |
| 8    | Magali Messmer   | 2422   |
| 9    | Jessica Harrison | 2365   |
| 10   | Annabel Luxford  | 2191   |

## Autres

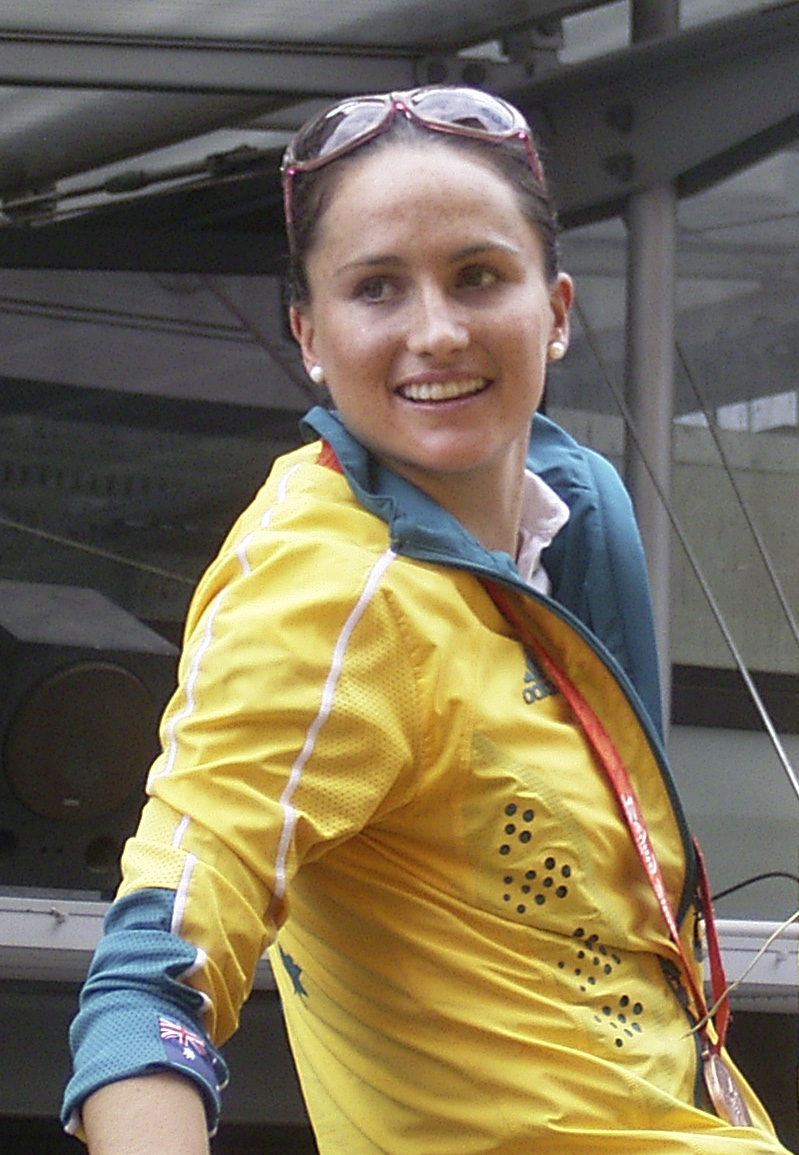
Emma Moffatt – Championne du Monde (2009)

### Championnats du Monde "Espoir"
| Rang | Nom            | Temps           |
| ---- | -------------- | --------------- |
| 1    | Franz Loeschke | 1 h 46 min 19 s |
| 2    | James Seear    | 1 h 46 min 25 s |
| 3    | João Pereira   | 1 h 46 min 32 s |

| Rang | Nom            | Temps           |
| ---- | -------------- | --------------- |
| 1    | Hollie Avil    | 1 h 56 min 38 s |
| 2    | Jodie Stimpson | 1 h 57 min 01 s |
| 3    | Paula Findlay  | 1 h 57 min 15 s |

### Championnats du Monde "Junior"
| Rang | Nom               | Temps       |
| ---- | ----------------- | ----------- |
| 1    | Mario Mola        | 54 min 35 s |
| 2    | Jonathan Brownlee | 54 min 50 s |
| 3    | Kristof Kiraly    | 54 min 55 s |

| Rang | Nom             | Temps           |
| ---- | --------------- | --------------- |
| 1    | Emmie Charayron | 1 H 00 min 22 s |
| 2    | Emma Jackson    | 1 H 00 min 41 s |
| 3    | Rachel Klamer   | 1 H 00 min 57 s |